# Panay (Capiz)
Panay è una municipalità di quarta classe delle Filippine, situata nella Provincia di Capiz, nella Regione del Visayas Occidentale.
Panay è formata da 42 baranggay:
- Agbalo
- Agbanban
- Agojo
- Anhawon
- Bagacay
- Bago Chiquito
- Bago Grande
- Bahit
- Bantique
- Bato
- Binangig
- Binantuan
- Bonga
- Buntod
- Butacal
- Cabugao Este
- Cabugao Oeste
- Calapawan
- Calitan
- Candual
- Cogon

- Daga
- Ilamnay
- Jamul-awon
- Lanipga
- Lat-Asan
- Libon
- Linao
- Linateran
- Lomboy
- Lus-Onan
- Magubilan
- Navitas
- Pawa
- Pili
- Poblacion Ilawod
- Poblacion Ilaya
- Poblacion Tabuc
- Talasa
- Tanza Norte
- Tanza Sur
- Tico